# 磁性体論理素子
磁性体論理素子(英名:Magnetic logic) はフェライトコアの非線形特性を利用した、磁性体を利用した電子回路で構成される論理回路である。ドーナツ型の磁性体コアの、磁化が時計回りか反時計回りか、によって0と1を表す。
AND、OR、NOTとクロックシフト論理ゲートなどが、適切な配線とダイオードの併用により構築可能である。採用機として、「ALWAC 800」は完成したが、商業的には成功しなかった。「Elliott 803」は（論理機能用）磁気コアと（増幅用）ゲルマニウムトランジスタをプロセッサに使用しており、商業的に成功した。
磁性体論理素子のスイッチ速度はおよそ1MHzに到達できたが、遥かに高速なスイッチ速度の半導体製の電子回路に追い越された。
磁性体論理素子の利点は不揮発性であることで、電源を遮断しても状態を失わない。磁気コアメモリはコンピュータ史上このタイプの論理素子が最も多用された形態で、20年以上使用された